# 张波 (足球运动员)
张波（1985年6月27日—），中国足球运动员，司职中场，曾效力于中超球队江苏舜天，2012年加盟成都谢菲联。